# Otomí Temoaya
L'otomí Temoaya, també conegut com a otomí de Toluca o Otomi de San Andrés Cuexcontitlan és una varietat d'otomí, una llengua ameríndia parlada per unes 37.000 persones als voltants del municipi de Temoaya, i a tres comunitats del municipi de Toluca: San Andrés Cuexcontitlán, San Pablo Autopan i San Cristóbal Huichochitlan. Les dues varietats són força diferents. Els parlants mateixos anomenen la seva llengua Ñatho. Lastra (2001) el classifica com un dialecte sud-occidental juntament amb els dialectes de l'estat de Mèxic. Lastra també assenyala que el dialecte otomí de San Felipe, a l'est Michoacán és més similar a l'otomí que es parla a San Andrés Cuexcontitlán.

## Gramàtica

### Sistema pronominal
El sistema pronominal de l'otomí de Toluca distingeix quatre persones: Primera inclusiva i exclusiva, segona i tercera; i tres números: singular, dual i plural
| -                | Singular         | Dual                            | Plural                            |
| ---------------- | ---------------- | ------------------------------- | --------------------------------- |
| 1a persona Incl. | *                | nugó-bé "tu i jo"               | nugó-hé "jo i vosaltres"          |
| 1a Persona Excl. | nugó "Jo"        | nugó-wí "Nosaltres dos (tu no)" | nugó-hɨ´ "Tots nosaltres (tu no)" |
| 2a Persona       | nukʔígé "tu"     | nukʔígé-wí "vosaltres dos"      | nukʔígé-gɨ´ "vosaltres"           |
| 3a Persona       | gégé "ell, ella" | nugégé-wí "ells dos"            | nugégé-hɨ´ "ells"                 |

### Substantius
Els substantius otomís es declinen per la possessió. El patró particular d'inflexió possessiva és generalitzada a tota l'àrea lingüística mesoamericana. Un substantiu posseït està precedit d'un morfema d'acord amb la persona i el posseïdor. Si el posseïdor és plural o dual els substantius també es marquen amb un sufix d'acord amb el número del posseïdor. A continuació es dona el paradigma flexiu de la paraula /ngų´/ "casa".
| -                | Singular                 | Dual                                       | Plural                                            |
| ---------------- | ------------------------ | ------------------------------------------ | ------------------------------------------------- |
| 1a persona Excl. | *                        | mą-ngų´-bé "la nostra casa (meva i d'ell)" | mą-ngų´-hé "la nostra casa (meva i d'ells)"       |
| 1a Persona Incl. | mą-ngų´ "la meva casa"   | mą-ngų´-wí "La nostra casa (meva i teva)"  | mą-ngų´-hɨ´ "La nostra casa (meva, teva i d'els)" |
| 2a Persona       | ri-ngų´ "la vostra casa" | ri-ngų´-wí "la casa de vosaltres dos"      | ri-ngų´-hɨ´ "la vostra casa"                      |
| 3a Persona       | rʌ-ngų´ "la seva casa"   | yʌ-ngų´-wí "la seva casa (de dos)"         | yʌ-ngų´-hɨ´ "llur casa"                           |

#### Articles
La pluralitat dels noms és expressada amb articles precedents al nom, rʌ "el/la (singular)" o yʌ "el/la (dual/plural)":
| Singular          | Dual                          | Plural              |
| ----------------- | ----------------------------- | ------------------- |
| rʌ ngų´ "la casa" | yʌ yóho ngų´ "les dues cases" | yʌ ngų´ "les cases" |

### Verbs
En tots els verbs les categories de la persona del subjecte, temps, aspecte i mode estan marcades per un únic prefix en cada verb. Les categories que es distingeixen són present, pretèrit, perfecte, imperfecte, futur, plusquamperfet, dos subjuntius diferents, present i passat continuatiu i imperatiu. En els verbs transitius la persona de l'objecte es declina amb un sufix. Si qualsevol dels subjectes o l'objecte és dual o plural es mostra amb un sufix plural seguint el sufix objecte.
L'estructura del verb otomí és la següent:
| Persona de Subjecte/T/A/M | Misc. prefix (e.g. adverbial) | Arrel | Sufix objecte | Sufix plural/dual |

#### Persona, número, temps, aspecte i mode
Els prefixos temporals pel present són di -(primera persona), gi- (segona persona), i- (tercera persona).
| -                | Singular             | Dual                             | Plural                             |
| ---------------- | -------------------- | -------------------------------- | ---------------------------------- |
| 1a persona Excl. | *                    | di-nú-bé "Veiem (jo i ell/ella)" | di-nú-hé "Veiem (jo i ells)"       |
| 1a Persona Incl. | di-nú "Jo veig"      | di-nú-wí "Veiem (tu i jo)"       | mdi-nú-hɨ´ "Veiem (jo, tu i ells)" |
| 2a Persona       | gi-nú "Tu veus"      | gi-nú-wí "Vosaltres dos veieu"   | gi-nú-hɨ´ "Vosaltres veieu"        |
| 3a Persona       | gi-nú "ell/ella veu" | gi-nú-wí "ells dos veuen"        | gi-nú-hɨ´ "ells dos veuen"         |

El pretèrit usa els prefixos do-, go- i bi-, el perfet usa to-, ko-, ʃi-, l'imperfecte usa dimá, gimá, mi, el futur usa go-, gi- i da- i el pluquamperfecte tamą-, kimą-, kamą-. Tots els temps utilitzen els mateixos sufixos de nombres singular i plural i clusivitat com el temps present, d'aquí que només es donin les formes singulars. La diferència entre el pretèrit i l'imperfecte és similar a la distinció entre el passat "vaig parlar" (puntual) i l'imperfet "parlava" (no puntual).
| -                   | Pretèrit                            | Perfet                   | Imperfecte                         | Futur                 | Pluquanperfet                 |  |
| ------------------- | ----------------------------------- | ------------------------ | ---------------------------------- | --------------------- | ----------------------------- |  |
| 1a Persona singular | do-nú "Vaig veure (puntual)"        | to-nú "Jo he vist"       | dimá-nú "Jo veia (no puntual)"     | go-nú "Jo veuré"      | tamą-nú "Jo havia vist"       |  |
| 2a Persona singular | go-nú "Tu vas veure (puntual)"      | ko-nú "Tu has vist"      | gimá-nú "Tu veies (no puntual)"    | gi-nú "Tu veuràs"     | kimą-nú "Tu havies vist"      |  |
| 3a Persona Singular | bi-nú "ell/ella va veure (puntual)" | ʃi-nú "ell/ella ha vist" | mi-nú "ell/ella veia (no puntual)" | da-nú ell/ella veurà" | kamą-nú "ell/ella havia vist" |  |

En otomí de la diferència semàntica entre les dues formes de subjuntiu (A i B) no són definides fàcilment. Segons Lastra el subjuntiu B té un significat que és més recent en el temps que el subjuntiu A. Ambdues coses tenen el significat de quelcom hipotètic. El passat i el present progressius tenen un significat similar a l'anglès "was" (va ser) i "X-ing" respectivament. L'imperatiu és per a l'emissió d'ordres directes.
| -                   | Subjuntiu A                     | Subjuntiu B                   | Present progressiu           | Passat Progressiu                | Imperatiu  |  |
| ------------------- | ------------------------------- | ----------------------------- | ---------------------------- | -------------------------------- | ---------- |  |
| 1a Persona singular | (n)gwa-nú "Jo hauria vist"      | kwa-nú "Jo hauria vist"       | drʌ-nú "Jo estic veient"     | ndrʌ-nú "Jo estava veient"       | *          |  |
| 2a Persona singular | (n)gwi-nú "Tu hauries vist"     | kwi-nú "Tu hauries vist"      | grʌ-nú "Tu estàs veient"     | dgrʌ-nú "Tú estaves veient"      | nú "Mira!" |  |
| 3a Persona Singular | (n)di-nú "Ell/ella hauria vist" | trʌ-nú "Ell/ella hauria vist" | rʌ-nú "Ell/ella està veient" | mbrʌ-nú "ell/ella estava veient" | *          |  |

Els verbs que expressen moviment cap al parlant com el ʔįhį "anar" usa un conjunt diferent dels prefixos de marcatge persona /T/A/M. Aquests prefixos també poden ser usats amb altres verbs per expressar "fer alguna cosa mentre que ve d'aquesta manera". En otomí de Toluca mba- és el prefix imperfecte de la tercera persona singular dels verbs de moviment.
mba-tųhų "ell ve cantnat
3a persona/moviment/imperfecte-sing
Per formar predicats per a substantius els prefixos del subjecte simplement s'afegeixen a l'arrel del substantiu: 
drʌ-môkhá "Són un sacerdot"
Jo/present/continuatiu-sacerdot

#### Transitivitat i verbs d'estat
Els verbs transitius es conjuguen d'acord amb els seus objectes per mitjà de sufixos, mentre usen els mateixos prefixos agents com els verbs intransitius d'acord amb els seus arguments. No obstant això, en tots els dialectes uns pocs verbs intransitius prenen el sufix objecte en lloc del prefix agent, en general aquests verbs intransitius són estatius, és a dir, descriuen un estat. Això ha donat lloc a la interpretació que en otomí l'alineament morfosintàctic es divideix entre sistemes actiu-estatiu i acusatiu.
En otomí de Toluca els sufixos d'objecte són -gí (1a persona), -kʔí (2a persona) i -bi (3a persona), però la vocal /i/ pot ser harmonitzada a /e/ quan el sufix a una arrel conté /e/. El sufix de primera persona ha estat realitzat com a -kí després de sibilants i després de certes arrels verbal, i -hkí quan és usat en alguns altres verbs. El sufix objecte de 2a persona pot a vegades metatesitzada a -ʔkí. El sufix de tercera persona tembé té els al·lomorfs -hpí/-hpé, -pí, -bí, i a vegades l'objecte tercera persona és marcat amb morfema zero.
| 1a persona objecte       | 2a persona objecte        | 3a persona objecte                         |
| ------------------------ | ------------------------- | ------------------------------------------ |
| bi-ñús-kí "Ell m'escriu" | bi-ñús-kʔí "Ell t'escriu" | bi-kré-bi "Ell ho creu"                    |
| ell/passat-escriu-me     | ell/passat-escriu-te      | ell/passat-creu-ho                         |
| bi-nú-gí "Em va veure"   | bi-nú-kʔí "et va veure"   | bi-hkwáhti-bí "ell/ella va colpejar-lo/la" |
| ell/passat-veure-me      | ell/passat-veure-tu       | ell/ella/passat-colpejar-ell/ella          |

L'objecte plural i dual és marcat pels mateixos sufixos que el subjecte, i en alguns casos condueixen a l'ambigüitat sobre els números respectius de subjecte i objecte. Amb els sufixos d'objecte de la primera o segona persona algunes vegades les arrels verbals canvien, sovint deixant caure les vocals finals.
| dual objecte/subjecte                                                                              | plural objecte/subjecte                                                      |  |
| -------------------------------------------------------------------------------------------------- | ---------------------------------------------------------------------------- |  |
| bi-ñaʃ-kʔí-wí "Els dos d'ells et tallaven el cabell" o "ell tallava el cabell de dos de vosaltres" | bi-ñaʃ-kí-hɨ´ "Ells tallaven el meu cabell" o "ell tallava el nostre cabell" |  |
| ell/passat-talla.cabell-tu-dual                                                                    | ell/passat-talla.cabell-tu-plural                                            |  |

Una classe de paraules que descriuen propietats o estats s'han descrit ja sigui com a adjectius o com a verb copulatiu. Aquesta classe consisteix en paraules amb un significat d'atribució d'una propietat a una entitat, p. ex. "l'home és alt", "la casa és vella". En aquesta classe algunes arrels usen els prefixos habituals subjecte/T/A/M, mentre que altres sempre usen els sufixos objecte per a codificar la persona del pacient/subjecte. El fet que s'utilitzin els mateixos sufixos que s'utilitzen per a codificar els pacients/objectes dels verbs transitius per a codificar el pacient/subjecte del predicat s'ha interpretat com un tret d'intransitivitat. Aquest fenomen esdevé en tots els dialectes, però varia entre ells quins verbs estatius prefixen l'objecte i quantes vegades. En otomí de Toluca la majoria de verbs estatius són conjugats usant un grup de prefixos similar als sufixos objecte/pacient i un prefix subjecte de tercera persona, mentre que només uns quants usen els sufixos de present continuatiu. Els següents exemples de les dues classes de conjugació de verb estatiu en otomí de Toluca.
| with patient/object suffix | with subject/agent prefix   |  |
| -------------------------- | --------------------------- |  |
| rʌ-nô-hkʔí "Estic gros"    | drʌ-dôtʔî "Sóc curt"        |  |
| allò/present-gros-me       | jo/present/continuatiu-curt |  |

#### Altres afixos
L'otomí Temoaya també permeten diferents tipus de significats adverbials conjugats en el verb.
Exemples d'afixos adverbials de l'otomí de Toluca són:
bí- Un prefix evidencial usat per a esdeveniments progressius dels que el parlant n'és testimoni (Només existeix en tercera persona del singular)
kʔʌ rʌ ʃùa ya bì-pɛphí "Juan està treballant ara (Jo veig)"
Indicatiu el Juán ara bí-treballa
ga- Un prefix que expressa dos esdeveniments simultanis o un esdeveniment immediatament anterior a un altre. També té la segona persona ngo-
bɨ ga-thô rʌ-tá mbrʌ-mí-thó "Quan el seu pare va venir ell ja estava assegut"
quan ga-passat.per 3.persona/passat/continuatiu-seure-completiu
ndɨ- Un prefix que expressa que alguna cosa es fa bé o molt.
do-ndɨ-chú "Estic força espantat"
1a persona/pefet-ndɨ-espantat
Altres afixos expressen l'aspecte incoatiu, funció instrumental o propòsit. També hi ha un sufix amb el significat de "mentrestant"